# Hefan
Hefan (kinesiska: 贺畈, 贺畈乡) är en socken i Kina. Den ligger i provinsen Hunan, i den södra delen av landet, omkring 130 kilometer nordost om provinshuvudstaden Changsha.
Genomsnittlig årsnederbörd är 2 078 millimeter. Den regnigaste månaden är maj, med i genomsnitt 321 mm nederbörd, och den torraste är januari, med 54 mm nederbörd.